# Constantius II.
Constantius II., vlastním jménem Flavius Iulius Constantius (7. srpna 317 v Ilýrii, zřejmě v Sirmiu – 3. listopadu 361 v Mopsukrenai, Kilíkie), byl synem Konstantina Velikého a císařem římské říše od roku 337 (na východě) resp. 353 (jako jediný vládce říše) až do roku 361.

## Historické pozadí
Římská říše procházela na počátku 4. století etapou hlubokých změn. Konstantin Veliký zvítězil v občanských válkách, které vypukly po rozkladu Diocletianem nastolené vlády tetrarchie, a stal se tak zakladatelem nové – konstantinovské – dynastie, která měla říši panovat až do roku 363.
Doba Konstantinovy vlády byla významná ze dvou důvodů: Jednak z Byzantia učinil nové sídelní město říše, čímž došlo k přesunu ústřední moci do východní poloviny státu, která i beztak získávala stále více na důležitosti. Jednak podporoval křesťanství, a umožnil tak vítězství křesťanství v římské říši. I když tradiční pohanské náboženské kulty nebyly až na několik drobných výjimek odstraněny, bylo jim odňato jejich dosavadní privilegované postavení, což je rychle zbavilo jejich vlivu a moci.
K přemístění svého sídla na Bospor se Konstantin rozhodl v neposlední řadě ze zahraničněpolitických důvodů, neboť Konstantinopol se nacházela zhruba stejně daleko od ohrožených hranic říše na Dunaji a Eufratu. Zatímco však na Dunaji byla situace před vypuknutím hunského útoku a stěhování národů relativně klidná, východní hranice byly permanentně ohrožovány, poněvadž Peršané vedení dynastií Sásánovců přešli na konci Konstantinova panování opět do útoku. Konstantin měl v plánu podniknout proti nim ještě jedno tažení, v čemž mu ale zabránila jeho smrt. Nevyřešené teologické otázky – především záležitost podstaty křesťanství – stejně jako perské nebezpečí měly Constantia II. zaměstnávat po celou dobu jeho vlády.

## Život a vláda

### Od caesara k jedinému vládci
Constantius se narodil v roce 317 jako syn Konstantina I. a jeho ženy Fausty. Jeho sourozenci byli pozdější císaři Konstantin II. a Constans a dvě sestry Helena a Constantina. 8. listopadu 324 byl Constantius ve věku sedmi let jmenován svým otcem za caesara (spoluvládce) a byla mu svěřena správa východní části říše, kterou však vzhledem ke svému nízkému věku nebyl schopen vykonávat.
Po Konstantinově smrti v roce 337 nastal masakr vedlejších příslušníků dynastie. Vojáci mnoho z nich usmrtili, takže nakonec zůstali na živu právě jen tři výše zmínění synové zemřelého císaře a jejich nevlastní bratranci Constantius Gallus a Julianus (poslední byl ušetřen kvůli svému mládí). Pozadí tohoto činu nelze z důvodu chybějících pramenů zcela ozřejmit. Tak není zcela jasné, zda vojáci jednali z vlastního rozhodnutí, nebo zda k tomu byli vyzváni Konstantinovými syny. Mnozí historici činí za tuto událost odpovědným Constantia, avšak ani to není úplně nesporné a toto obviňování lze připsat spíše na vrub Constantiově obecně mizerné reputaci.
Každopádně po této čistce Constantius obdržel do správy polovinu území přiděleného jeho zavražděnému bratranci Dalmatiovi, a nyní se tak dělil o vládu pouze s Konstantinem II. a Constantem, kteří ovládali Galii a Hispánii, resp. Itálii a Afriku. Konstantin II. nicméně zemřel už o tři roky později (340) v boji proti Constantovi, který tak od tohoto okamžiku kontroloval celou západní část říše včetně balkánských provincií. Brzy poté vzrostlo napětí mezi Constantem a Constantiem, což bylo ještě zesíleno, když Constans zakročil proti ariánům, které Constantius naopak preferoval, a otevřeně se postavil na stranu biskupa Athanasia.
Constans však padl v roce 350 za oběť uzurpátorovi Magnentiovi, který se prohlásil v Galii za císaře. Mezitím Constantius přijal skupinu křesťanských Gótů vedených Wulfilou, čímž se snažil posílit svoje vojsko.
Neklidnými událostmi na západě se Constantius nemohl nejprve vůbec zabývat, protože jeho síly byly zcela vázány boji na východě. Zde se musel po celou dobu svého panování potýkat s vážným soupeřem – sásánovským velkokrálem Šápúrem II. (římsko-perské války). Šápúr zahájil válku vpádem do Arménie, kde tehdy právě probíhaly vnitřní mocenské boje, jichž velkokrál skvěle využil k prosazení své moci. K Šápúrovi se připojilo i arménské vojsko, které se tak zúčastnilo následné perské ofenzivy. Constantiovi se přesto podařilo získat na svou stranu Šápúrem vyhnaného arménského krále Arsaka, a udržet tak pro-římský kurs arménské zahraniční politiky.
Hlavní válečné akce mezi Římany a Peršany probíhaly v Mezopotámii, kde Šápúr v letech 338 až 350 celkem třikrát obléhal římskou pevnost Nisibis. Constantius se klonil spíše k defenzivní strategii, kterou chtěl Peršany vyčerpat. Jejich útoky tak měly být zlomeny na systému pohraničních opevnění, jež střežila římské provincie v Orientu. Římané se během této války přizpůsobili perské těžké jízdě vytvořením vlastního opancéřovaného jezdectva – katafraktů. Jediný větší válečný střet se odehrál poblíž města Singara, kde Římané utrpěli pod velením samotného Constantia značné ztráty. Přesné datum bitvy bylo z důvodu rozdílného výkladu pramenů po dlouhou dobu velmi sporné, zřejmě se ale konala v roce 344. I přesto dokázal císař hranice říše bez větších potíží uhájit.

### Jediným vládcem říše: Obrana hranic a rozepře se spoluvládci
Když perskou východní hranici v roce 350 napadli Chionité, jeden z hunských kmenů, ukončil Šápúr válečné operace proti Římanům, což Constantiovi přišlo náramně vhod. V roce 351 ustanovil Constantia Galla, jednoho z posledních svých přeživších příbuzných, za svého spoluvládce (caesara) na východě, aby si tak uvolnil ruce pro boj s Magnentiem. Nejprve sesadil Vetraniona, který se po Magnentiově uzurpaci sám nechal provolat císařem (zřejmě s Constantiovým souhlasem), a uvolnil si tak cestu na západ. Později v témže roce se Constantius střetl s Magnentiem a v jedné z nejkrvavějších bitev římských dějin ho u Mursy (nedaleko dnešního Osijeku) porazil. Po vítězství nad uzurpátorem, který v roce 353 spáchal v Galii sebevraždu, vládl Constantius II. celé říši sám až do své smrti. Zvítězil také nad Alamany, kteří se snažili využít vnitřních římských rozbrojů a pronikli na území impéria.
Franský velitel vojska Silvanus, jehož Constantius pověřil zabezpečením rýnské hranice, byl intrikami na císařském dvoře přinucen k povstání, které však po jeho rychlém odstranění v roce 355 ztroskotalo. Již předtím se Constantius vrátil zpět na východ. V Antiochii sídlící Gallus totiž neplnil své povinnosti tak, jak by si byl Constantius přál. Svým stylem vlády si Gallus hluboce znepřátelil občany Antiochie, největšího a nejvýznamnějšího města východu. Již v roce 354 byl Gallus zbaven svého úřadu a popraven.
Constantius se chtěl nyní plně věnovat problémům ve východní části říše, a v roce 355 proto ustanovil Gallova nevlastního bratra Juliana caesarem v Galii. Navzdory tomu Constantius v těchto letech pobýval spíše na západě. Působivá byla jeho návštěva Říma v roce 357, již ve svém díle zevrubně popisuje historik Ammianus Marcellinus, nejdůležitější pramen informací o této době. Julianus zatím vedl v Galii velmi úspěšnou válku. V roce 357 porazil Alamany v bitvě u Argentorate (dnešní Štrasburk) a zajistil rýnskou hranici, přičemž je nutné podotknout, že Julianus byl vystaven značným zásahům ze strany císaře. Již předtím existující napětí mezi nimi se postupem doby ještě zvyšovalo. K tomu přispěla i smrt Constantiovy manželky Eusebie v roce 360, která byla prostřednicí mezi ním a Julianem.
V letech 357 až 359 bojoval Constantius ve středním Podunají s Kvády a Sarmaty, proti nimž dosáhl řady úspěchů. Východ byl však nadále vážně znepokojován Peršany. Nejprve sice proběhla vyjednávání s Šápúrem, o jejichž obsahu nám podává zprávu Ammianus. Šápúr v nich prý požadoval, aby Římané přenechali Sásánovcům Mezopotámii a Arménii, což ovšem císař přirozeně odmítl. V roce 359 zahájili Peršané invazi. Poučeni svými předchozími neúspěchy se rozhodli změnit svoji strategii. Silné římské pevnosti na hranicích chtěli na místo obléhání obejít a přímo napadnout římskou provincii Sýrii, k čemuž je prý přesvědčil římský dezertér jménem Antoninus. Peršané byli přesto přinuceni obléhat důležitou pevnost Amida, která padla teprve po 73 dnech bojů. Krátce poté následovalo dobytí měst Singara a Bezabde.
Přestože římské vojsko bylo dosud intaktní, situace byla natolik vážná, že Constantius vydal rozkaz přemístit na východ zálohy ze západu. V reakci na to se armáda v Galii vzbouřila a Julianus byl zřejmě zdánlivě proti své vůli provolán císařem. Constantiův systém vlády se tak již podruhé během krátké doby ocitl ve vážných potížích. Kvůli četným kritickým situacím a velikosti říše bylo nezbytné vládu nad říší rozdělit a spoluvládce vybavit dostatečnými kompetencemi. Stejně jako Gallus ani Julianus nebyl připraven hrát roli podřízeného vládce. Místo toho se chtěl stát rovnoprávným spolucísařem, k tomu ovšem Constantius nebyl svolný. Julianus proto vytáhl do války proti Constantiovi, který se rovněž začal chystat k boji. Constantius přitom využil té skutečnosti, že Šápúrovi se nepodařilo proniknout do Sýrie a nakonec se musel stáhnout zpět do Persie.
Očekávané občanské válce mezi oběma císaři však zabránila Constantiova náhlá smrt v Kilíkii. Na smrtelné posteli měl údajně určit Juliana za svého nástupce, což je ale přinejmenším sporné a spíše nepravděpodobné. Julianus, který se tak stal jediným legitimním vládcem říše, nechal Constantia převézt se všemi poctami do Konstantinopole, kde byly jeho ostatky pohřbeny. Constantina, dosud nenarozená dcera Constantia a jeho třetí ženy Faustiny, se měla později stát manželkou císaře Gratiana.

### Náboženská politika a hodnocení
Constantius se v náboženském sporu mezi ariány a katolíky postavil jednoznačně na stranu ariánismu. Konkrétní označení je nicméně problematické, protože ariánismus v sobě zahrnoval mnoho často zcela rozdílných náboženských proudů. Přesněji řečeno podporoval semiariány (homoiúsios). Aby znovu oživil Sásánovci přerušené obchodní spojení s Indií, neváhal vysílat četné misie na východ do Indie a také mj. do Etiopie. Právě do jeho doby spadá počátek christianizace Gótů Wulfilou. Ten stejně jako Constantius vyznával ariánství, a Gótové se tak stali ariány podobně jako později ostatní Germáni, což mělo mít v budoucnu závažné následky.
Obzvláště po roce 350 se Constantius snažil dopomoci ariánismu k vítězství. Nechal proto svolat několik synodů, jež měly zrevidovat závěry nikajského koncilu. Přitom se podobně jako jeho otec dostal do sporu s Athanasiem, bojovným biskupem z Alexandrie. Jeho pokus prosadit jednotné ariánské vyznání přesto neuspěl. Ačkoliv se mu podařilo dosáhnout schválení jednotné ariánské víry pro celou říši, na západě nebylo toto opatření vůbec respektováno a prováděno. Přesto je nutné zohlednit fakt, že v době Constantia nebyla oficiální křesťanská víra zcela ustálená, což císařovu náboženskou politiku značně ztěžovalo.
Vůči pohanství vystupoval Constantius po dlouho dobu velice tvrdě, což lze vyčíst i ze zákazů obětování, ze zákazů různých pohanských kultů a z uzavření řady pohanských chrámů. Po své návštěvě Říma císař z této své nesmiřitelné politiky trochu ustoupil, třebaže například ze senátu nechal odstranit oltář bohyně Victorie (vítězství).
Období vlády Constantia bylo, z důvodu líčení Ammiana Marcelina, často hodnoceno velmi negativně. Tento negativní postoj byl však v novějším bádání vystaven kritice a částečně zmírněn.
V náboženské a vnitřní politice Constantius nebyl nijak zvlášť úspěšný, v zahraniční politice se mu však podařilo udržet hranice říše stabilní, navzdory tomu že po většinu své vlády nemohl disponovat vojskem na západě. Přitom se úzkostlivě vyhýbal jakémukoliv vojenskému dobrodružství, namísto kterého upřednostňoval obrannou strategii. Ve srovnání s Julianovou ofenzivní politikou, která skončila katastrofou během perského tažení v roce 363.